# Diecezja Al-Ubajjid
Diecezja Al-Ubajjid (łac.: Dioecesis Elobeidensis) – rzymskokatolicka diecezja ze stolicą w Al-Ubajjid w Sudanie, wchodząca w skład Metropolii Chartum. Siedziba biskupa znajduje się w Katedrze Najświętszej Maryi Panny Królowej Afryki w Al-Ubajjid.

## Historia
- Diecezja Al-Ubajjid powstała 12 grudnia 1974.

## Biskupi
- ordynariusz: Yunan Tombe Trille Kuku Andali

## Podział administracyjny
W skład diecezji Al-Ubajjid wchodzi 14 parafii

## Główne świątynie
- Katedra: Katedra Najświętszej Maryi Panny Królowej Afryki w Al-Ubajjid